# Сюй Чжунлінь
Сюй Чжунлінь (*许仲琳, д/н —1560) — китайський письменник-романіст часів династії Мін.

## Життя та творчість
Про Сюй Чжунліня відомо мало. Народився у місті Нанкін. Про діяльність майже нічого невідомо. Його роман «Канонізація божеств» є великим і дуже популярним. Його зміст засновано на фольклорних та письмових джерелах, що існували з епохи Хань. Численні епізоди роману використовувалися в театрі.
В основі сюжету лежать міфологізовані історичні події — боротьба двох ворожих династій Шан і Чжоу (і двох конкуруючих вірувань), а також численні епізоди з міфів і оповідок. Деякі образи, наприклад, мудрець-стратег Цзян Цзия, стали героями численних повістей та оповідань.